# Тимашев, Егор Николаевич
Егор Николаевич Тимашев (1791 — после 1849) — наказной атаман Оренбургского казачьего войска.

## Биография
Родился в 1791 году в Оренбурге.
Начав службу в 1809 году юнкером в Оренбургском драгунском полку, через два года произведён в корнеты с переводом в Сумский гусарский полк, в котором получил боевое крещение, приняв участие в Отечественной войне 1812 г. и Заграничных походах 1813—1814 годов. За боевые отличия под Лейпцигом и Провиансом получил два чина.
В 1817 году Егор Николаевич Тимашев вернулся в Оренбург с назначением старшим адъютантом в отдельный Оренбургский корпус. В 1819 году был посвящен в масонство в симбирской ложе «Ключа к добродетели».
В 1819 году был переведен в Лейб-гвардии Гусарский полк с оставлением в должности адъютанта, каковую исполнял до назначения в 1822 году командующим Оренбургским казачьим войском, а в следующем году был произведён в полковники с оставлением в занимаемой должности.
В 1831 году был зачислен в запас и занялся хозяйством в своих обширных имениях. Он владел 2519 душами крестьян в девяти деревнях Оренбургского уезда и 152000 десятин земли, не считая недвижимости в Оренбурге.
Через два года (1833 год) его избирали дворянством в течение пяти трехлетий губернским предводителем дворянства. По избрании на третье трехлетие был произведён в генерал-майоры.
В 1845 году с чином генерал-майора Егор Николаевич Тимашев ушёл окончательно в отставку.

## Участие в военных действиях
Боевой формуляр Егора Николаевича Тимашева за период 1812—1814 годов указывает на многочисленные дела и сражения, в которых принимал участие, будучи молодым офицером:
- 1812 год: 15 июля под Витебском, 16 июля при отступлении от Витебска до деревни Полызовой, 18 июля при деревне Орлово, 26 июля при деревне Рудне, 6 августа в прикрытии батарей под Смоленском, 7 августа при деревне Лаврова, 9 августа при задержании натиска неприятеля во время переправы нашей армии через Днепр, 15 августа при деревне Семлеве, 17 августа при Вязьме, 26 августа при Бородине;
- 1813 год: — 14 августа под Дрезденом, 16 августа при селе Фаленштейн, 17 августа при с. Цинвальд, 23 августа при селе Кинендорф, 24 августа при селе Петерсвальд, 25 августа при с. Готламб, 26 августа при Пирне, 27 августа при м. Допау, 2 сентября при поражении неприятеля между д. Оберсвальд и с. Гисгюбель, 3 сентября в деле между Гисгюбелем и Голендорфом, 4 сентября близ с. Петерсвальде, 27 сентября при м. Борно, 2 октября при с. Вакхау, 4 и 6 октября в генеральном сражении под Лейпцигом;
- 1814 год — 13 января при с. Фонтене, 17 января в составе партизанского отряда генерал-майора Сеславина под городом Бриенн, 1 февраля в занятии города Монтаржи, 3 февраля под г. Питивье, 5 февраля под г. Бельгард (ранен пулей в ногу), 6 февраля под г. Арельсон, 11 февраля при Бар-сюр-Сен, 14 февраля при с. Лаферте, 16 февраля при с. Вальер, 9 марта при г. Арси-сюр-Обе, 13 марта при г. Вольнакс, 15 марта под г. Провансом.

## Семья
Егор Николаевич Тимашев был женат на Екатерине Александровне Загряжской (1798—1881), которая славилась в пушкинское время своей красотой.
Их сыновья — Александр, был впоследствии министром внутренних дел, и Николай (22.11.1816—20.08.1875), надворный советник, скончался от тифа в Майнце, похоронен в Висбадене.

## Усадьба Тимашевых
с. Ташла Тюльганского района, Координаты: 52.414903,56.233674

## Награды
- Орден Св. Леопольда малого креста (от Императора Австрийского)
- Орден Св. Максимилиана (от Короля Баварского)
- Орден Святой Анны 4-й степени
- Орден Святого Владимира 4-й степени